# Abadía de Santa Maria Laach

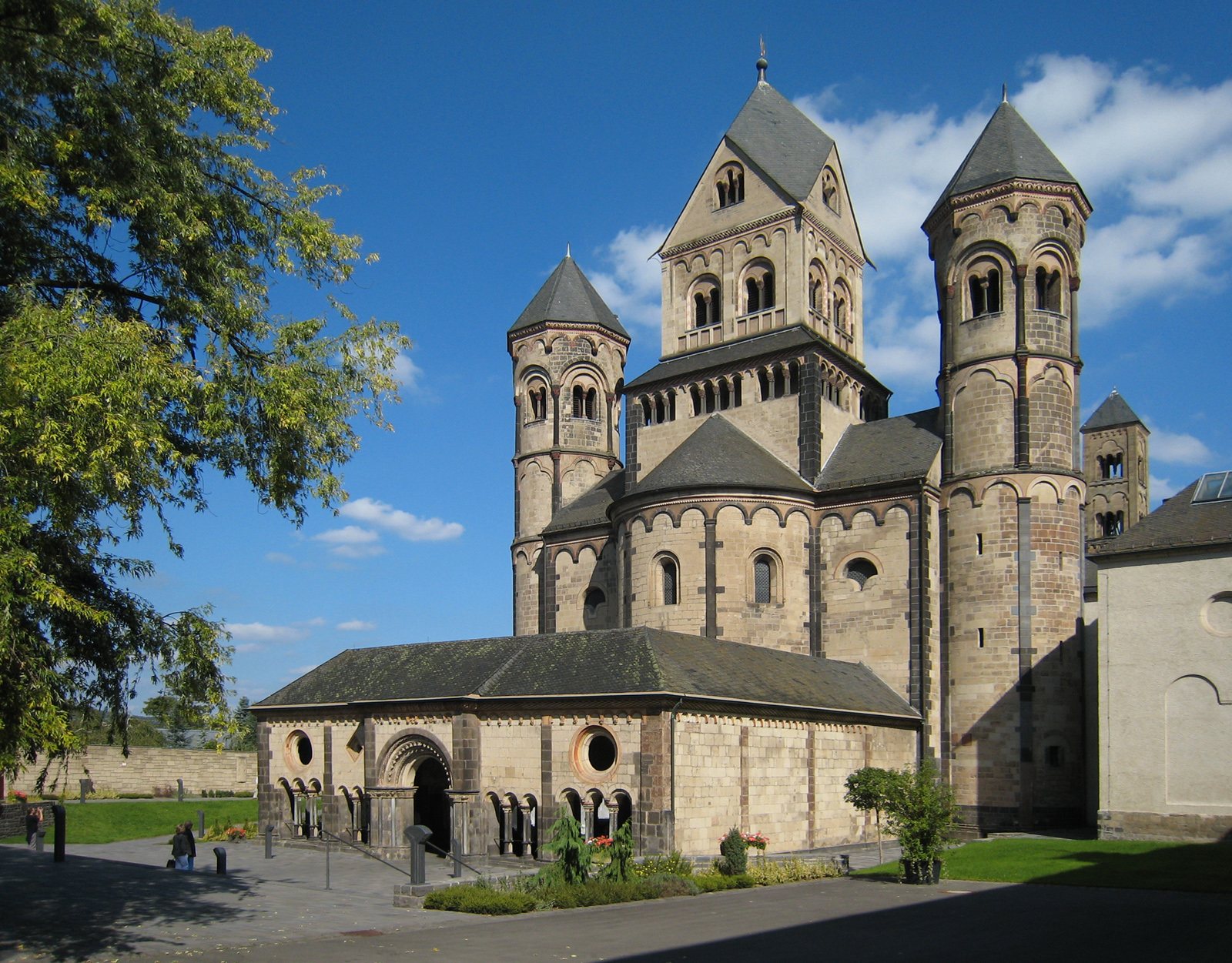
Santa María Laach.

La abadía de Santa Maria Laach (del alemán: Abtei Maria Laach) es una abadía benedictina situada en la ribera suroccidental del lago Laacher cerca de Andernach, región de Eifel (Renania-Palatinado, Alemania). Durante casi 770 años la abadía fue conocida como Abadía de Laach, antes que los jesuitas, en el año 1862, le añadieran el nombre de Maria pasando a denominarse como Santa Maria ad Lacum y posteriormente Sainte Marie du Lac.
La iglesia abacial tiene la consideración de basílica menor católica desde el 14 de julio de 1926.

## Historia

### La fundación y el Medioevo
En 1093 la abadía fue fundada como priorado de la Abadía de Affligem (actualmente en Bélgica) por el primer conde palatino Enrique II de Laach y su esposa, Adelaida von Orlamünde-Weimar, viuda de Hermann II de Lotaringia, que poseían un castillo en la otra orilla del lago. La abadía se hizo independiente en el año 1127, bajo su primer abad, Gilberto (quien dirigió la abadía hasta 1152). Hermann, que había fundado también la de Affligem, era un personaje que promovía la reforma cluniacense. Gilberto concluyó la construcción de la nave principal, la torre del crucero y el coro en la parte oeste.
En 1156 la iglesia fue dedicada por el arzobispo de Tréveris. El siguiente abad Fulberto concluyó la torre y el ábside. Hacia 1235, cuando Gregorio era abad, se terminó la construcción de la parte oeste.      En 1270 le fueron añadidos los ventanales góticos.
Durante el siglo XII, la abadía se convirtió en un importante centro de estudio, y con los abades Alberto (1199-1217) y Teodorico II (1256-1295) fue concluida la construcción del edificio de la iglesia.
Al igual que en otras abadías alemanas, Santa Maria Laach decayó en los siglos XIV y XV, antes de entrar en la esfera de influencia de la Bursfelder Kongregation (congregación de la observancia). Se remontan a este período las contribuciones de figuras como Jakob Siberti, Tilman di Bonn, Benito de Munstereifel y el prior Johannes Butzbach.

### La secularización y los jesuitas
La abadía fue secularizada en el año 1802. En 1863 el edificio fue adquirido por la Compañía de Jesús, que estableció allí una escuela para niños y un centro de profundización para investigadores llamado Collegium Maximum. Los jesuitas fueron obligados a retirarse durante el "Kulturkampf" en 1892.
La iglesia sufrió notables daños estructurales a consecuencia de la reducción del nivel del agua del lago en el siglo XIX y por ende de los movimientos hidrogeológicos de la zona. Fue restaurada alrededor de 1830, luego de nuevo en 1855 tras un incendio y en la década de 1930.

### La refundación benedictina

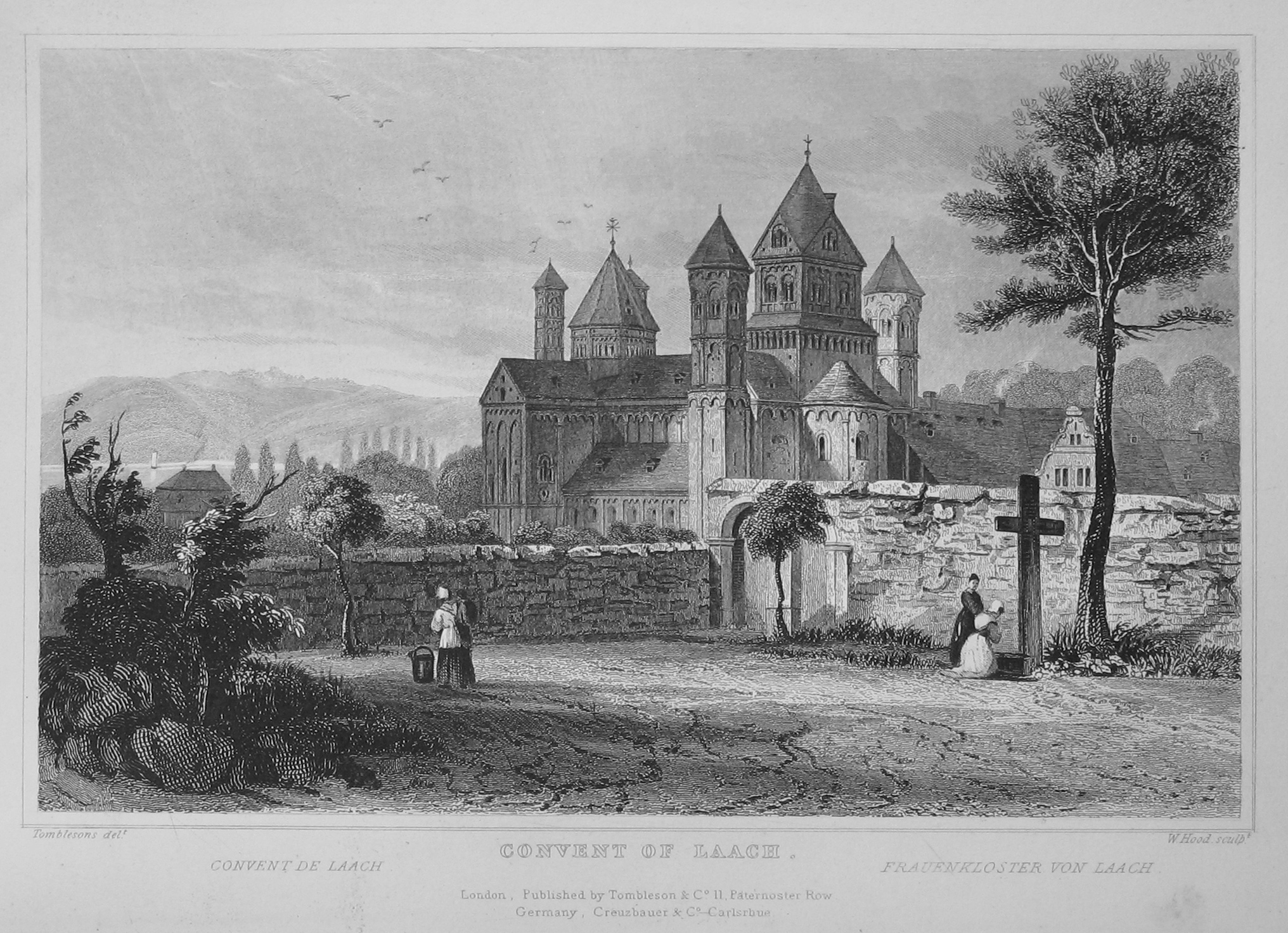
Vista de la Iglesia en el.

Los benedictinos, de la congregación Beuronesa reasumieron el convento en 1892 y al año siguiente volvió a constituirse como abadía. La iglesia –en aquel entonces en territorio que pertenecía a Prusia– fue inaugurada en 1897 por el Kaiser Guillermo II. En la primera mitad del siglo XX, Laach tuvo un rol importante en el así llamado “Movimiento litúrgico” (Liturgische Bewegung) con personajes que desde allí promovieron la renovación litúrgica: Odo Casel y el abad Ildefonso Herwegen.

### Relación controvertida con el régimen nazi
Los edificios e instalaciones de la abadía de Santa Maria Laach fueron usados por el régimen nazi entre los años 1933 y 1945. Heinrich Böll escribió Billar a las nueve y media (Billard um halb zehn) donde mencionaba un monasterio benedictino, según se cree pensando precisamente en Laach. Estas relaciones han sido objeto de estudios recientes.

## Arquitectura
Obra maestra de la arquitectura románica en Alemania, no obstante el largo período que se empleó para la construcción, el aspecto del edificio resulta unitario y se caracteriza por un complejo conjunto de volúmenes diferentes. La parte central está rodeada por la zona monumental del transepto y del Westwerk, ambas flanqueadas por dos torres (una de base cuadrada y otra redonda); además en el cruce del transepto con la nave se yergue un cuerpo octagonal, mientras el Westwerk está dominado por una robusta torre central con volúmenes de paralelepípedo sobrepuestos, que culminan con un techo en pendiente, que marca el punto más alto de la basílica. Las paredes externas están sostenidas por lesenas en piedra más oscura y bandas lombardas.
La característica principal de esta iglesia es que las estructuras portantes tanto en el exterior como en el interior son de piedra volcánica oscura, mientras que las paredes y todo el resto son de arenisca amarillo ocre. El resultado es una estructura amarillo ocre con semicolumnas, nervaduras y arcos ornamentales oscuros, bien notorios y subrayados que asemejan un bordado continuo a lo largo de la estructura. Además todos los bordados de piedra oscura, los arcos ciegos, los capiteles están marcados con un hilo de pintura roja y amarilla (por fuera) y roja, amarilla y azul (por dentro) lo cual acentúa el efecto de bordado.

### Exterior
El portal de entrada, al lado oeste, está ricamente recamado y destaca por el uso de los colores típicos de la iglesia. Los capiteles de las columnas están esculpidos con motivos florales, animales o con figuras humanas. El atrio es de columnas binadas, que tienen en el centro una fuente sostenida por leones, que recuerda la de la Alhambra de Granada. El acceso al interior de la iglesia está a un lado del ábside occidental.
Un complejo de seis torres se yergue sobre la iglesia: cuatro a los lados de las naves, cilíndricas a oeste y cuadradas a este. La torre que se encuentra en el cruce del transepto occidental con la nave es cuadrada. La que está sobre el crucero oriental es octagonal. Ambas son del tipo cerrado, no iluminan el interior. Todo el complejo está enriquecido con un triunfo de arcada ciega, semicolumnas y arcos ornamentales de color oscuro con pinturas rojas.

### Interior

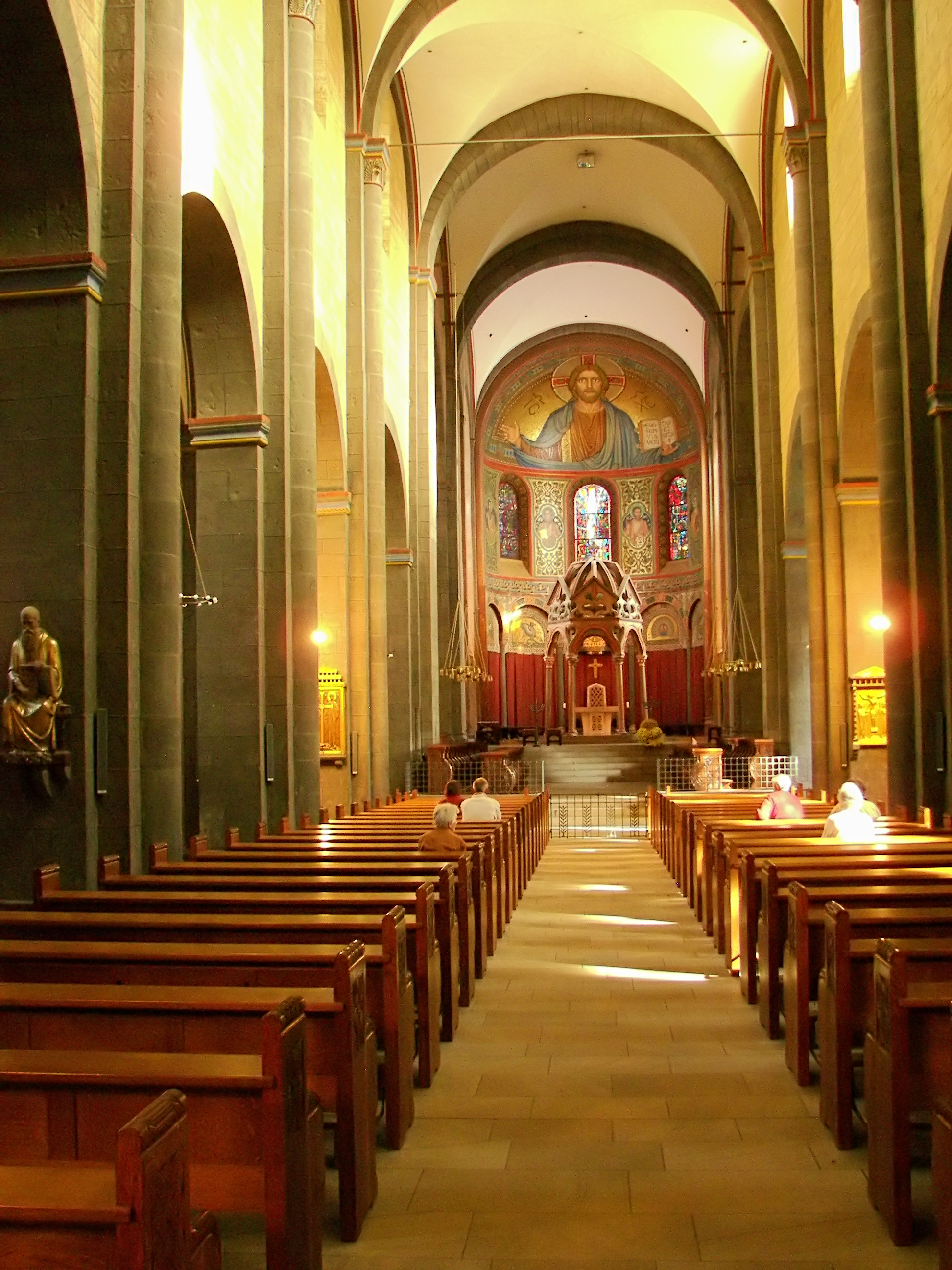
Interior de la iglesia.

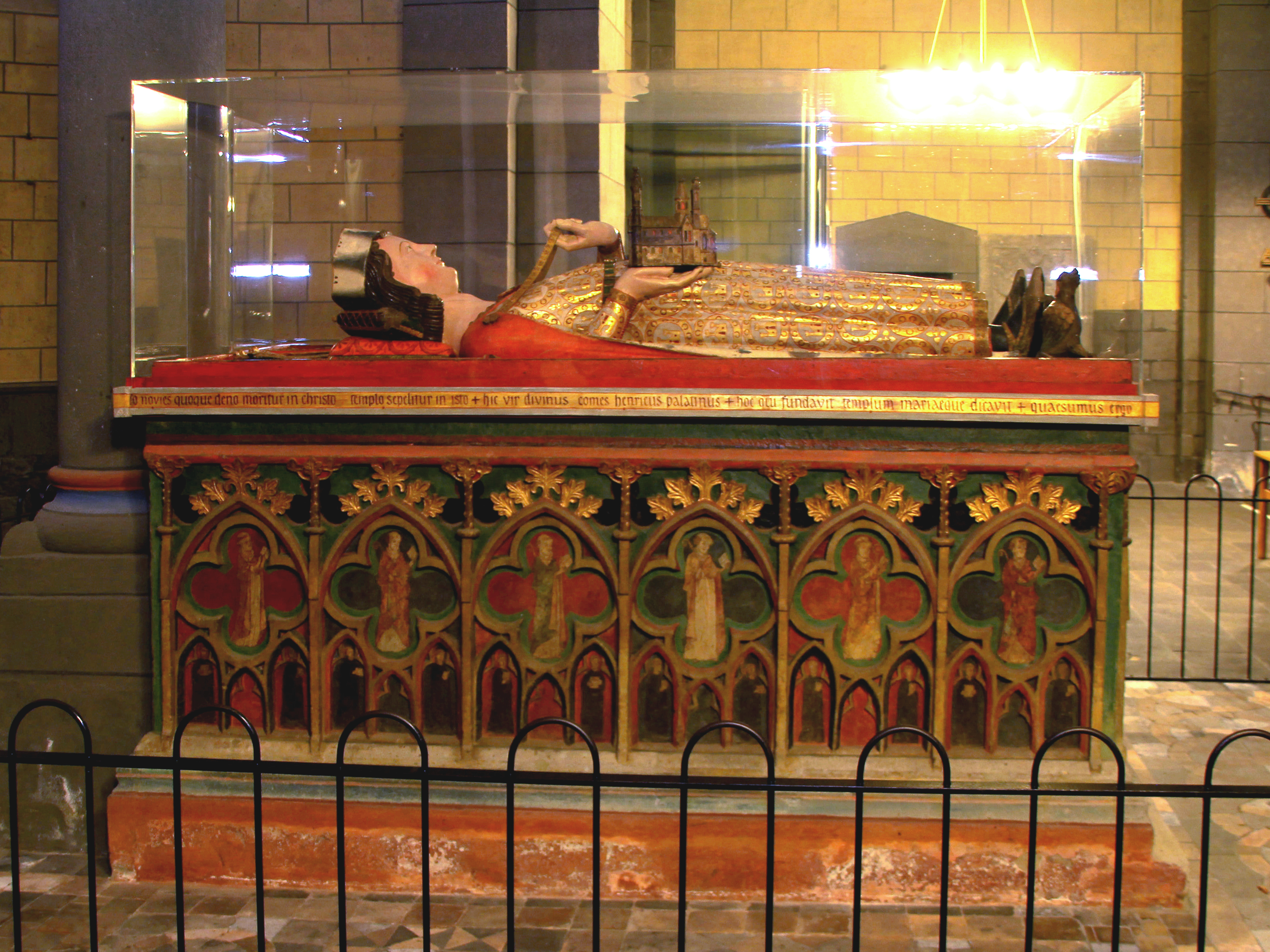
Sarcófago de madera de Enrique II.

La nave central respeta el sistema obligado de un espacio por cada arco de la nave, así como por cada nave lateral. Posee una cúpula vaída (con base cuadrada) y sin nervaduras, como en Espira, una bóveda de cañón y lunetas. Tiene además pilastras con semicolumnas que llevan –junto a las nervaduras– capiteles que destacan en el conjunto por el uso de colores vivos. También los detalles de las pilastras en los arcos llevan delicadas cornisas coloreadas como los demás elementos arquitectónicos.
Incluso la cripta está pintada con colores gris oscuro y ocre. Aquí los capiteles son simples cubos suavizados pintados con los colores de las naves.
La iglesia tiene dos ábsides a los lados extremos de la nave, ambos semicirculares con mosaicos realizados más tarde, sobre la bóveda del ábside oriental. Cuenta con frescos del siglo XVI: uno con una imagen de san Cristóbal y otro de san Nicolás.
Hay además una Piedad del siglo XV en una pequeña capilla de la nave lateral derecha. 
El templo custodia el sarcófago de Enrique II, con una estatua de madera que representa el rostro de un joven colocada en la parte superior de la tapa. La obra es del año 1270.